# Alphonse Pyrame de Candolle
Alphonse Louis Pierre Pyrame de Candolle (París, 28 de octubre de 1806-Ginebra, 4 de abril de 1893) fue un botánico suizo.

## Biografía
Hijo del también botánico Augustin Pyrame de Candolle, inicialmente se dedicó a los estudios jurídicos, aunque pronto los abandonó para dedicarse a la botánica, siguiendo los pasos de su padre. Al terminar sus estudios consiguió el puesto de profesor de Historia Natural en la Universidad de Ginebra y de director del Jardín Botánico de Ginebra.
Colaboró con su padre en la realización de la obra Prodromus systematis naturalis.
Estudió el origen de las plantas cultivadas y la importancia de los factores ambientales en el desarrollo de los organismos vivos; se dedicó también a la fijación de las normas internacionales de la nomenclatura botánica.

## Obras
- Origines des plantes cultivées, 1883
- Origine des plantes cultivées, 1882
- La phytographie, ou l’art de décrire les végétaux considérés sous différents points de vue. 1880
- Existe-t-il dans la végétation actuelle des caractères généraux et distinctifs qui permettraient de la reconnaître en tous pays si elle devenait fossile? París, 1875
- Histoire des sciences et des savants depuis deux siècles, 1872
- Lois de la nomenclature botanique adoptées par le Congrès international de botanique tenu à Paris en août 1867... Ginebra & Basilea: H. Georg; Paris: J.-B. Baillière et fils, 1867
- con Augustin Pyramus de Candolle, Mémoires et souvenirs de Augustin-Pyramus de Candolle, écrit par lui-même et publiées par son fils Ginebra 1862
- On the causes which limit vegetable species towards the north, in Europe and similar regions. Annual Report of the Board of Regents of the Smithsonian Institute. pp. 237–245 1859
- Géographie botanique raisonnée. 1856
- Géographie botanique raisonnée ou exposition des faits principaux et des lois concernant la distribution géographique des plantes de l’époque actuelle. Paris: V. Masson; Ginebra: J. Kessman, 1855
- Prodromus Systematis Naturalis Regni Vegetabilis vv. 7 a 17, 1844-1873
- Monographie des Campanulées. Paris: Veuve Desray, 1830

## Premios y reconocimientos
- 1889: medalla linneana

## Eponimia
Género fanerógama
- (Annonaceae) Alphonsea Hook.f. & Thomson[1]

Especies
- (Sapotaceae) Isonandra alphonseana Dubard[2]